# Rabah Bitat Annaba Airport
Rabah Bitat Annaba Airport är en flygplats i Algeriet.   Den ligger i provinsen Annaba, i den norra delen av landet, 400 km öster om huvudstaden Alger. Rabah Bitat Annaba Airport ligger 4 meter över havet.
Terrängen runt Rabah Bitat Annaba Airport är platt. Havet är nära Rabah Bitat Annaba Airport åt nordost.Runt Rabah Bitat Annaba Airport är det ganska tätbefolkat, med 139 invånare per kvadratkilometer. Närmaste större samhälle är Annaba, 8,9 km nordväst om Rabah Bitat Annaba Airport. Trakten runt Rabah Bitat Annaba Airport består till största delen av jordbruksmark.